# Ріхард Данило Робертович
Данило Робертович Ріхард (нар. 27 лютого 1974, Львів, УРСР) — казахський та український футболіст, воротар.

## Кар'єра гравця
Розпочав займатися футболом з семи років у спортивній школі «Карпати» (Львів). Першими тренерами були Анатолій Миколайович Крощенко та Володимир Йосипович Безуб'як. У 1984 році ставав чемпіоном Української РСР серед 10-річних вихованців ДЮСШ.
Свою футбольну кар'єру Данило почав в 1994 році, виступаючи за ФК «Скіфи» (на той час «Скіфи-ЛАЗ») зі Львова. Влітку 1995 року перейшов до аматорського клубу«Світанок» (Вінниця), а наступного року перейшов до вінницької «Ниви» (Вінниця).  З вересня 1996 року й до кінця року виступав у хмельницькому «Поділлі», після чого повернувся до вінницької «Ниви». Захищав також кольори «Ниви» (Бершадь).
У 1998 році Данило переїхав до Казахстану. Грав за такі команди як: «Шахтар» (Караганда), «Есиль-Богатир» (Петропавловськ), «Есиль» (Кокшетау), «Іртиш» (Павлодар), «Окжетпес» (Кокшетау), «Тобол» (Костанай).
У березні 2013 року підписав контракт з алмаатинським «Кайратом» і по завершенню сезону став бронзовим призером чемпіонату Казахстану.
У 2014 році досвідчений воротар захищав кольори семейського «Спартака». 9 разів виводив команду на поле з капітанською пов'язкою. Всього в чемпіонатах Казахстану провів 329 матчів.

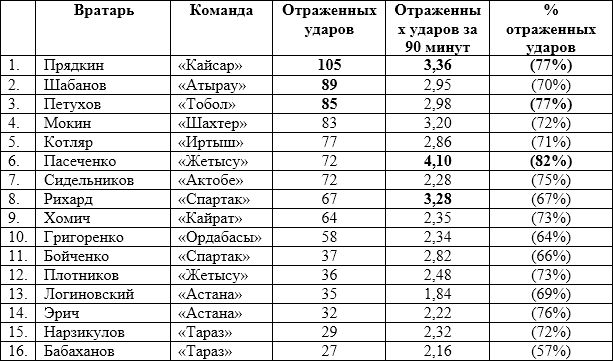
статистика відбитих ударів серед воротарів казахської Прем'єр-ліги у сезоні 2014 року

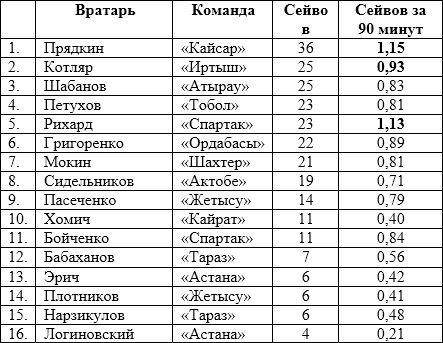
статистика сейвів воротарів казахської Прем'єр-ліги у сезоні 2014 року

З початку сезону 2016 року перебуває в тренерському штабі футбольного клубу «Шахтар-Булат» з міста Темиртау.
У серпні 2016 року був включений до символічного Клубу воротарів імені Євгена Рудакова, бо при підрахунку протоколів офіційних матчів за участю Ріхарда в активі вихованця львівського футболу виявилося понад сто матчів без пропущених голів.

## Особисте життя
Одружений. Дружина - Ботагоз. Діти - Мірас, Дамір й Аделіна.

## Цікаві факти
- Входить до трійки воротарів-гвардійців, які відіграли найбільшу кількість матчів у Казахстанській Прем'єр-лізі - 329 матчів[2].
- Має найкращий показник за кількістю зіграних матчів у чемпіонаті Казахстану серед всіх воротарів-легіонерів - 322 (ще 7 матчів він провів як польовий гравець)[3].
- У 2010 році входив у ТОП-50 найкращих футболістів чемпіонату Казахстану, зайнявши 35-ий рядок[4].
- За підсумками сезону 2004 року вболівальники визнали найкращим футболістом «Есиля-Богатиря»[5].
- Улюблені воротарі: Хосе Луїс Чилаверт, Жан-Марі Пфафф.
- До того як стати воротарем, Данило грав у нападі.

## Досягнення
Іртиш
- Прем'єр-ліга
  -  Бронзовий призер (1): 2008

Кайрат
- Прем'єр-ліга
  -  Бронзовий призер (1): 2013

Особисті
- Член символічного Клубу воротарів імені Євгена Рудакова - 109 матчів без пропущених голів[6].